# Syllabogramm

Segmentierung der Sprechsilbe in u. a. Reim, fakultatives konsonantisches Onset, obligatorischen vokalischen Kern (Nukleus,), fakultative konsonantische Koda.

Syllabogramm (griechisch: syllabé „Silbe“, „Fessel“; gramma „Buchstabe“) oder Silbenzeichen ist die Bezeichnung für ein bedeutungsunterscheidendes (nicht bedeutungstragendes) Schriftzeichen, das eine ganze Silbe C*V+C* oder zumindest einen Körper C+V+, Kern V+ oder Reim V+C+ wiedergibt. 
Eine Silbenschrift verwendet ausschließlich oder überwiegend Syllabogramme, die zu einem Syllabar zusammengefasst werden wie Buchstaben zu einem Alphabet. Sie bildet also ein Schriftsystem, das auf Silben aufbaut.
Das Silbenzeichen ist eine Silbe und damit ein eindeutiger Lautwert. Die folgenden Silbenstrukturen sind nachgewiesen:
- CV Konsonant + Vokal
- VC Vokal + Konsonant
- CVC Konsonant + Vokal + Konsonant
- V Vokal

## Einzelnachweis
1. ↑  Vom Bildzeichen zum Buchstaben: Schriften im antiken Mittelmeerraum des 2. und 1. Jts. v. Chr. (PDF-Datei, 1,06 MB) bei der Universität zu Köln